# Jordan Grand Prix
A Jordan Grand Prix egy volt Formula–1-es csapat. Eddie Jordan, ír üzletember alapította. A Jordan 1991-ben debütált a Formula–1-be a 7UP italgyártó cég főszponzorálásával, és 2005-ig volt jelen, miután 2006-ban Alex Schnaider orosz/kanadai vállalkozó megvette a csapatot, és az később Midland F1 Racing néven versenyzett. A Midland csapatot 2007-ben ismét eladták, 2007-re Spyker F1 néven versenyzett, melyet 2008-ban Vijay Mallya indiai vállalkozó vett meg, és a csapat 2008-ban Force India néven vett részt a bajnokságban. Ezen a néven egészen 2017 közepéig futott a csapat, ezután a kanadai üzletember Lawrence Stroll tulajdonába került, ahol először Racing Point, majd Aston Martin néven az alakulat jelenleg is tagja az F1 mezőnyének.

## Története

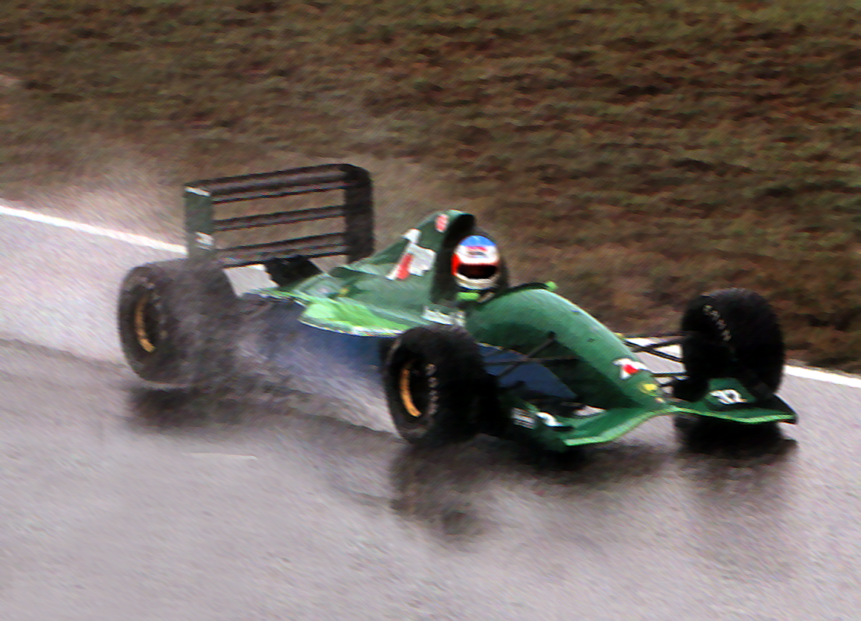
Michael Schumacher élete első Formula–1-es nagydíján a Jordannel 1991-ben

A Jordan 1991 előtt a Formula–3000-ben versenyzett. Sok, később híres versenyző vett részt a bajnokságokban a Jordan színeiben, köztük Michael Schumacher is, aki első nagydíján a Jordant vezette, mindössze egy verseny erejéig, mivel ezután a Benetton csapathoz igazolt. Még ebben az évben Bertrand Gachot a magyar nagydíjon megszerezte a Jordan első versenyben futott leggyorsabb körét. Az első sikerek 1994-ben kezdődtek, mikor Rubens Barrichello a csapathoz igazolt. Barrichello egy dobogós hellyel, és egy pole pozícióval az évet 19 ponttal és egy hatodik hellyel zárta.
1997-ben Michael öccse, Ralf Schumacher is a Jordannel debütált. Csapattársával, Giancarlo Fisichellával a csapat addigi legjobb eredményét szerezték. 1998-ban a korábbi világbajnok Damon Hill érkezett Fisichella helyére. Hill ez évben megszerezte a csapat első futamgyőzelmét a kaotikus belga nagydíjon, Ralf pedig második lett. A következő évben a top 3. csapat lett a Ferrari, és a McLaren mögött, Ralf helyére Heinz-Harald Frentzen került, aki két győzelmet is szerzett. Az év a Jordan történetének legjobb idénye volt. 1999 után a csapatot folyamatos gyengülés jellemezte. 2001-ben Frentzen a sikertelenségek miatt elhagyta csapatát.

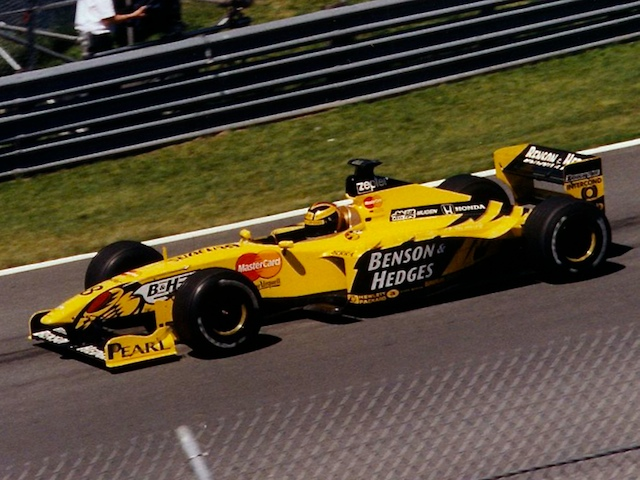
Frentzen 1999-ben

Utolsó győzelmét a 2002-ben visszatért Fisichella szerezte az esős 2003-as brazil nagydíjon. 2004-ben a Jordanek már nagyon gyengék voltak, a Minardikon kívül mást csak elvétve tudtak legyőzni. Az alulfinanszírozott csapat versenyzője Nick Heidfeld és Giorgio Pantano volt, akit azonban négy versenyen keresztül Timo Glock helyettesített, két pontot szerezve ezalatt. Mellette Heidfeld szerzett még három pontot. 2005-ben még tovább süllyedtek: már a Minardisok is többször legyőzték őket az időmérőn. Tiago Monteiro az amerikai nagydíjon megszerezte a csapat utolsó dobogós helyét, mikor csak a három Bridgestone-os csapat autói indultak el. Csapattársa, Narain Karthikeyan a negyedik lett, de ezen a 11 ponton kívül a csapat már csak egyszer szerzett pontot: Monteiro a belga nagydíjon nyolcadik lett. A csapat utódja 2006-ra a Midland F1 Racing lett, mely később Spyker, Force India, Racing Point, és végül Aston Martin néven folytatta a versenyzést.

## Formula–1-es eredmények

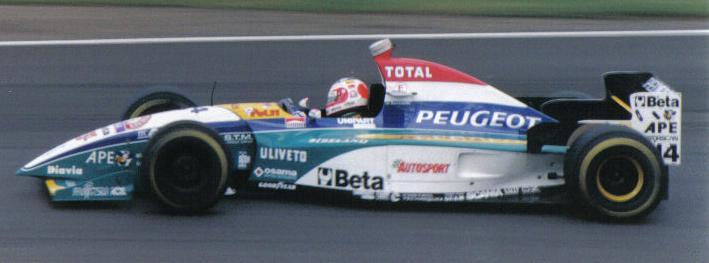
Rubens Barrichello 1995-ben

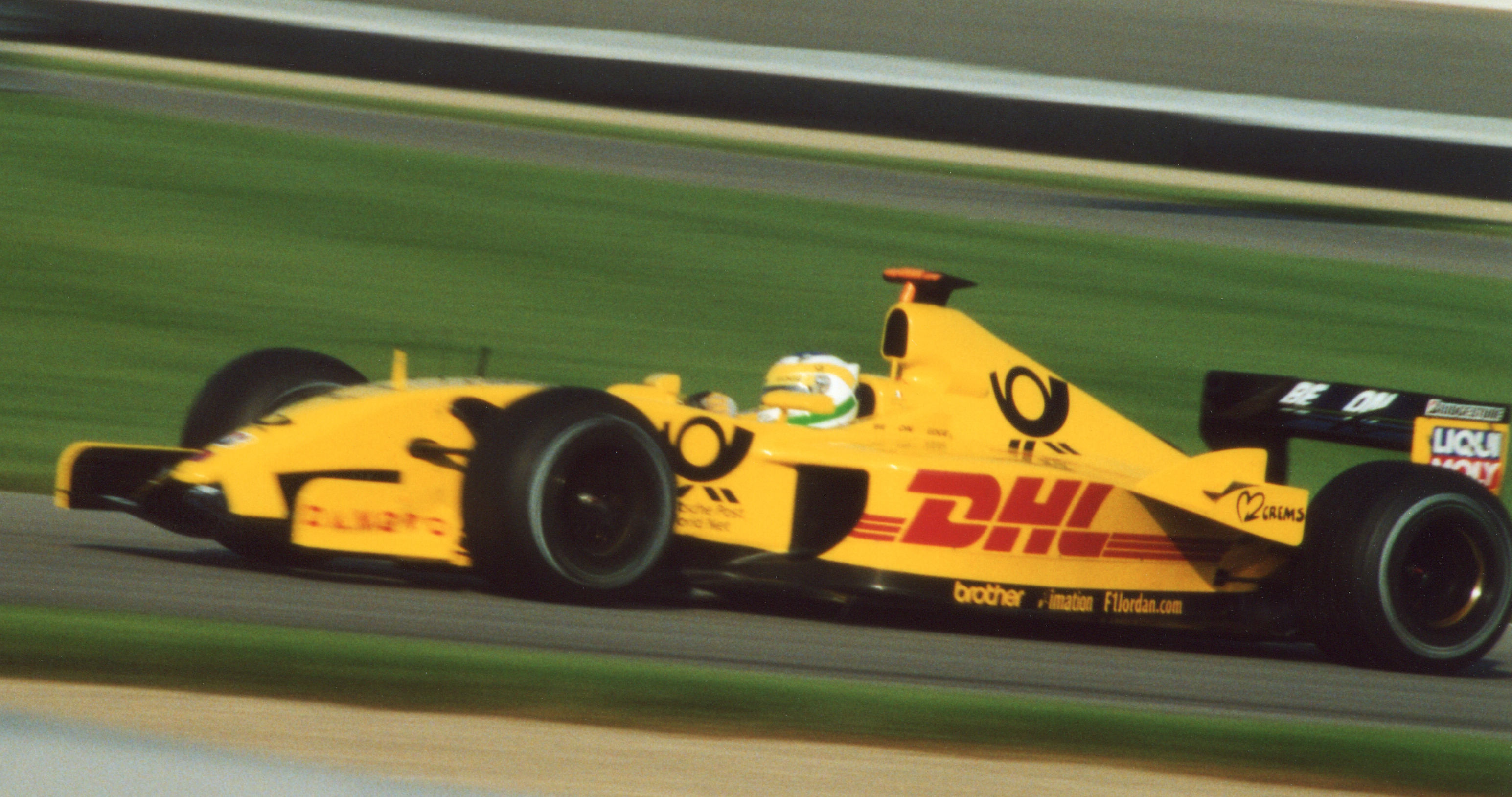
Fisichella 2002-ben az amerikai nagydíjon

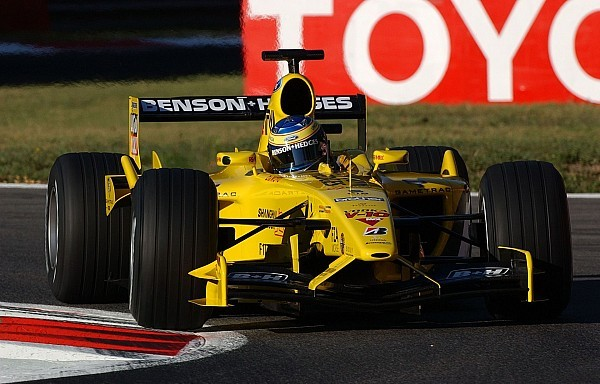
Baumgartner Zsolt 2003-ban az olasz nagydíjon

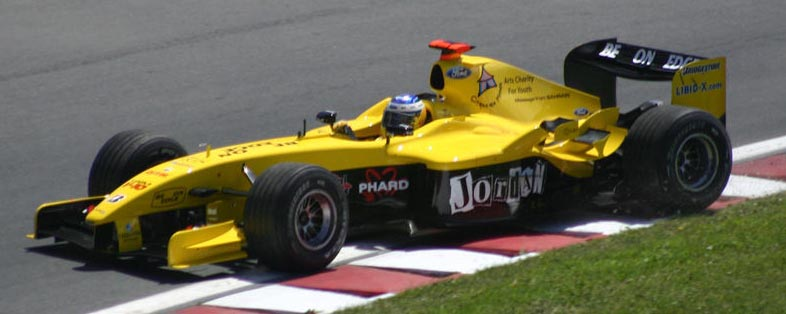
Nick Heidfeld a Jordannel 2004-ben

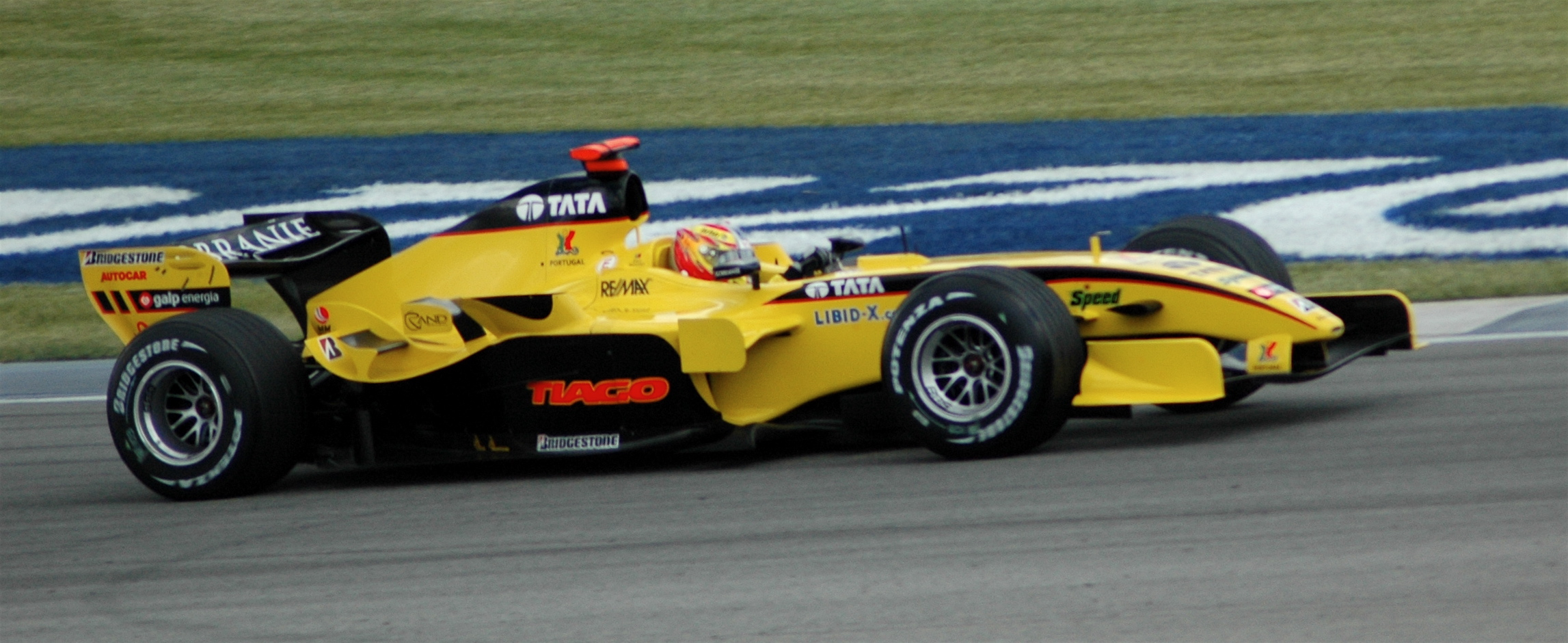
Monteiro 2005-ben

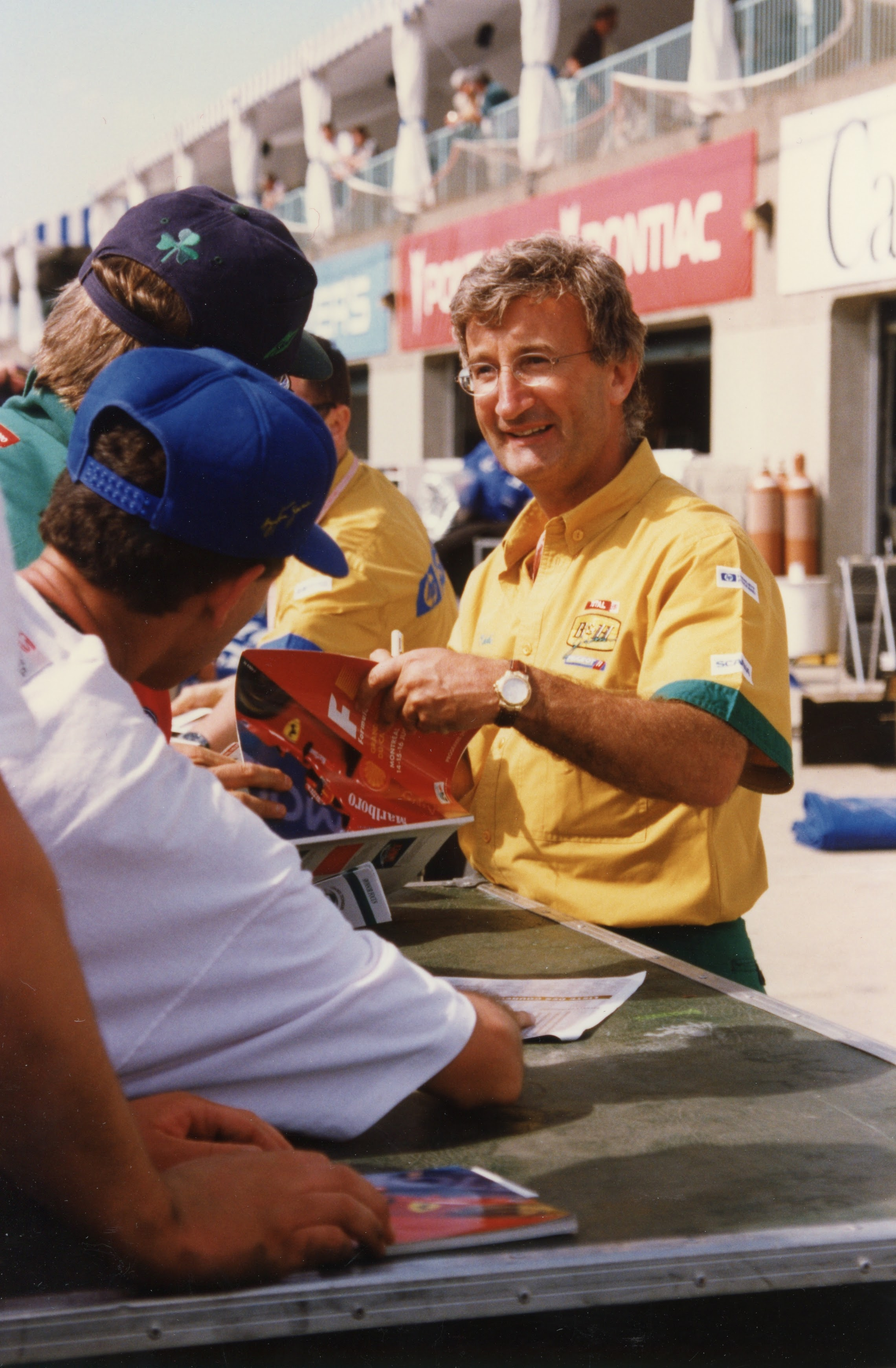
Eddie Jordan, a csapat alapítója

Jelmagyarázat: G =Goodyear, B =Bridgestone
| Évad | Modell      | Gumi | Motor             | Versenyzők                                                                                    | Helyezés     |
| ---- | ----------- | ---- | ----------------- | --------------------------------------------------------------------------------------------- | ------------ |
| 2005 | EJ15, EJ15B | B    | Toyota V10        | Tiago Monteiro Narain Karthikeyan                                                             | 9. (12 pont) |
| 2004 | EJ14        | B    | Ford Cosworth V10 | Nick Heidfeld Giorgio Pantano Timo Glock                                                      | 9. (5 pont)  |
| 2003 | EJ13        | B    | Ford Cosworth V10 | Giancarlo Fisichella Ralph Firman Baumgartner Zsolt                                           | 9. (13 pont) |
| 2002 | EJ12        | B    | Honda V10         | Giancarlo Fisichella Szató Takuma                                                             | 6. (9 pont)  |
| 2001 | EJ11        | B    | Honda V10         | Heinz-Harald Frentzen Ricardo Zonta Jean Alesi Jarno Trulli                                   | 5. (19 pont) |
| 2000 | EJ10, EJ10B | B    | Mugen-Honda V10   | Heinz-Harald Frentzen Jarno Trulli                                                            | 6. (17 pont) |
| 1999 | 199         | B    | Mugen-Honda V10   | Damon Hill Heinz-Harald Frentzen                                                              | 3. (61 pont) |
| 1998 | 198         | G    | Mugen-Honda V10   | Damon Hill Ralf Schumacher                                                                    | 4. (34 pont) |
| 1997 | 197         | G    | Peugeot V10       | Ralf Schumacher Giancarlo Fisichella                                                          | 5. (33 pont) |
| 1996 | 196         | G    | Peugeot V10       | Rubens Barrichello Martin Brundle                                                             | 5. (22 pont) |
| 1995 | 195         | G    | Peugeot V10       | Rubens Barrichello Eddie Irvine                                                               | 6. (21 pont) |
| 1994 | 194         | G    | Hart V10          | Rubens Barrichello Eddie Irvine Szuzuki Aguri Andrea de Cesaris                               | 5. (28 pont) |
| 1993 | 193         | G    | Hart V10          | Rubens Barrichello Ivan Capelli Thierry Boutsen Marco Apicella Emanuele Naspetti Eddie Irvine | 10. (3 pont) |
| 1992 | 192         | G    | Yamaha V12        | Stefano Modena Maurício Gugelmin                                                              | 11. (1 pont) |
| 1991 | 191         | G    | Ford V8           | Bertrand Gachot Michael Schumacher Roberto Moreno Alessandro Zanardi Andrea de Cesaris        | 5. (13 pont) |